# 米蘭地鐵3號線
米蘭地鐵3號線（義大利語：Linea M3）是義大利米蘭的一條地鐵路線，是為1990年世界杯足球賽而興建。米蘭地鐵3號線全長17.1公里，共有21個車站。因米蘭地鐵三號線的代表色是黃色，因此又稱米蘭地鐵黃線。

## 季節
- Comasina
- Affori FN與R和S列車
- Affori Centro
- 的Dergano
- 抵達Maciachini
- Zara與第5行
- 松德里奧
- 中央FS與2號線和火車R
- 共和國與火車S
- 圖拉蒂
- Montenapoleone大街
- Duomo與第1行
- Missori酒店
- 的Crocetta
- Porta Romana
- Lodi TIBB與火車S

布倫塔
- Corvetto
- 海港
- Rogoredo FS
- 聖多納託與R和S列車

## 外部連結
- official ATM website （页面存档备份，存于）
- Milan Metro Map （页面存档备份，存于）